# Overblijven
Overblijven is een vorm van buitenschoolse opvang in het basisonderwijs; formeel genaamd 'tussenschoolse opvang'. De buitenschoolse opvang kent drie vormen: voorschoolse, tussenschoolse en naschoolse opvang. Voorschoolse opvang wordt voor aanvang van de schooldag aangeboden, tussenschoolse opvang valt tussen de ochtend en de middag in en naschoolse opvang is opvang na schooltijd. 
Tijdens het overblijven lunchen de kinderen op school en is er tijd voor ontspanning alvorens het middagdeel van het lesprogramma begint. De lunch wordt meestal zelf meegenomen. Soms wordt door de overblijforganisatie fruit, thee of melk aangeboden.   

## Tussenschoolse opvang versus continurooster
Overblijven kan in de vorm van tussenschoolse opvang of het continurooster. Het enige verschil is dat het continurooster een onderdeel van de schooldag is en de tussenschoolse opvang niet. De  tussenschoolse opvang is immers een vorm van buitenschoolse opvang. In Nederland is het basisonderwijs gratis en verplicht voor alle kinderen. Daarom heeft dit ene verschil in de praktijk twee gevolgen: 
1. bij een continurooster blijven alle kinderen verplicht over - bij de tussenschoolse opvang is overblijven vrijwillig.
2. het continurooster is gratis - voor de tussenschoolse opvang wordt een vergoeding gevraagd.

## Duur van de overblijf
Er is geen verplichte tijdsduur voor de overblijf. De duur wordt bepaald door de directie van de school. De directie van de school stelt immers de schooltijden vast, waarmee de eindtijd van het ochtenddeel en de aanvangstijd van het middagdeel de tijd van de overblijf bepaalt. De duur van de overblijf varieert in de regel tussen 30 minuten en anderhalf uur. Het continurooster wordt vaak ingezet wanneer een korte duur van de overblijf is gewenst. Hierbij is alleen tijd voor eten en drinken (ca. 30 minuten). Scholen die naast het eten en drinken ook tijd voor ontspanning willen vrijmaken, kiezen voor tussenschoolse opvang. Naast een half uur eten en drinken is er ook een speelmoment van een kwartier of langer. Beide vormen van overblijf kunnen worden ingezet bij reguliere schooltijden en het 'vijf gelijke dagen model'. 

## Overblijfsystemen
Omdat tussenschoolse opvang vrijwillig is, moet worden bijgehouden welke kinderen overblijven. Vroeger werd dit bijgehouden met gebruik van deurlijsten en excel-overzichten. Tegenwoordig maken scholen vaak gebruik van overblijfsystemen. Dit soort systemen automatiseert de registratie en financiële zaken voor de overblijforganisaties. Scholen die gebruik maken van een overblijfsysteem hebben inzicht in kinderen die overblijven, de cashflow en communicatie met de ouders. 

## Kosten overblijf
De kosten voor de overblijf zijn afhankelijk van de variant die de school kiest: tussenschoolse opvang of continurooster. Bij een continurooster zijn de kosten het hoogst, omdat bij het continurooster vaak het onderwijspersoneel wordt ingezet. Het uurloon van onderwijspersoneel ligt beduidend hoger dan het uurloon van kinderopvangpersoneel of vrijwilligers. Wanneer de school kiest voor een continurooster, is de overblijf voor de ouders gratis en worden de kosten van de overblijf door de school betaald. De school mag een bijdragen aan de ouders vragen, maar mag deze niet opleggen. Het overblijven is in deze variant immers onderdeel van de schooltijd.
De kosten van de variant tussenschoolse opvang is vele malen minder dan bij de variant continurooster. Zeker wanneer er gebruik wordt gemaakt van vrijwilligers. In dat geval wordt slechts de vrijwilligersbijdrage betaald. De tussenschoolse opvang wordt betaald door de ouders; de afnemer/gebruiker. Het is immers een buitenschoolse opvang.

## Wetgeving
Sinds 1 augustus 2006 zijn Nederlandse basisscholen verplicht om een overblijfregeling voor de leerlingen aan te bieden. 